# Campagna-de-Sault
Campagna-de-Sault település Franciaországban, Aude megyében. Lakosainak száma 19 fő (2022. január 1.). Campagna-de-Sault Mijanès, Rouze, Fontanès-de-Sault, Mazuby, Niort-de-Sault és Rodome községekkel határos.

## Népesség
A település népességének változása:
| Lakosok száma | 11   | 10   | 12   | 17   | 16   | 18   | 19   | 19   | 19   | 19   |
|               | 1968 | 1982 | 1990 | 2006 | 2013 | 2015 | 2017 | 2019 | 2020 | 2022 |